# FC Ruj Brest
El FC Ruj Brest (en bielorruso: ФК Рух Брэст, en ruso: ФК Рух Брест) es un club de fútbol bielorruso de la ciudad Brest. Fue fundado en 2016 y juega la Liga Premier de Bielorrusia desde 2020.

## Historia
El club fue fundado en 2016 como un equipo amateur. En 2018, se restablecieron como un club agrícola de Dinamo Brest y se unieron a la Segunda Liga de Bielorrusia. Ganaron la Segunda Liga en su temporada de debut, e hicieron su debut en la Primera Liga de Bielorrusia en 2019. Antes del comienzo de la temporada, terminaron su asociación con Dinamo Brest y se convirtieron en un club independiente. En la Primera Liga de Bielorrusia terminaron en tercer lugar jugando la ronda de promoción y descenso, ahí se enfrentaron al Dnyapro Mogilev donde empataron en global de 3:3, pero el Ruj Brest ganaron en penales con un marcador de 5:4 y ascender a la  Liga Premier de Bielorrusia en 2020 por primera vez en su historia.

## Jugadores

### Plantel 2021
Actualizado el 15 de augusto de 2021

#### Altas y bajas 2021
| Altas               | Altas         | Altas                 | Altas           | Altas   |
| Jugador             | Posición      | Procedencia           | Tipo            | Costo   |
| ------------------- | ------------- | --------------------- | --------------- | ------- |
| Pavel Pavlyuchenko  | Portero       | FC Dinamo Brest       | Transfero libre | --      |
| Umar Aliyu          | Defensor      | FC TBC                | cesión          | --      |
| Yevgeniy Klopotskiy | Defensor      | FC Vitebsk            | Transfero libre | --      |
| Aleksey Vakulich    | Defensor      | FC Veles Moscú        | Transfero libre | --      |
| Gaby Kiki           | Defensor      | FC Dinamo Brest       | Transfero libre | --      |
| Kirill Pechenin     | Defensor      | FC Dinamo Brest       | Transfero libre | --      |
| Oleksandr Noyok     | Mediocampista | FC Oremburgo          | Transfero libre | --      |
| David Tweh          | Mediocampista | FC Dinamo Brest       | Transfero libre | --      |
| Filip Jovic         | Mediocampista | FK Radnik Surdulica   |                 | €150000 |
| Roman Yuzepchuk     | Mediocampista | FC Dinamo Brest       | Transfero libre | --      |
| Hampus Söderström   | Mediocampista | IK Frej Täby          | Transfero libre | --      |
| Pavel Savitskiy     | Mediocampista | FC Dinamo Brest       | Transfero libre | --      |
| Elis Bakaj          | Mediocampista | FC Dinamo Brest       | Transfero libre | --      |
| Artem Miroevskiy    | Delantero     | FC Arsenal Dzerzhinsk | ?               |         |
| Dzyanis Laptsew     | Delantero     | FC Dinamo Brest       | Transfero libre | --      |

| Bajas            | Bajas         | Bajas               | Bajas           | Bajas |
| Jugador          | Posición      | Destino             | Costo           |       |
| ---------------- | ------------- | ------------------- | --------------- | ----- |
| Abdoulaye Diallo | Defensor      | FC Oremburgo        | €140000         |       |
| Illya Kalpachuk  | Defensor      | Zhetysu Taldykorgan |                 |       |
| Saviour Nwafor   | Mediocampista | FC Minsk            | Transfero libre |       |

## Palmarés
- Segunda Liga de Bielorrusia (1): 2018